# راي غرينوود
راي غرينوود (بالإنجليزية: Ray Greenwood) هو سياسي أمريكي، ولد في 28 يناير 1898 في ساندي في الولايات المتحدة، وتوفي في 31 مارس 1986 في موراي في الولايات المتحدة. انتخب عضو مجلس نواب ولاية يوتا.